# Nikos Karelis
Nikos Karelis (Grieks: Νικόλαος Καρέλης) (Iraklion, 24 februari 1992) is een Grieks voetballer die doorgaans als aanvaller speelt. In augustus 2019 verruilde hij KRC Genk voor Brentford FC. In 2014 debuteerde Karelis voor Griekenland.

## Carrière

### Ergotelis
Op 28 april 2008 maakte Karelis op zestienjarige leeftijd zijn opwachting in de Griekse Super League tegen Skoda Xanthi. Op 17 april 2011 maakte hij zijn eerste competitietreffer tegen MGS Panserraikos vanaf de stip.

### Amkar Perm
In 2012 maakte de aanvaller transfervrij de overstap naar het Russische Amkar Perm. Hij maakte zijn debuut op 12 augustus 2012 in de competitiewedstrijd tegen FK Mordovia Saransk. Het avontuur in Rusland werd absoluut geen succes, hij speelde er 9 wedstrijden waarin hij niet tot scoren kwam.

### Panathinaikos
Reeds na één jaar keerde hij terug naar Griekenland, waar hij een contract tekende bij Panathinaikos. Op 18 augustus 2013 debuteerde Karelis voor zijn nieuwe club tegen Panetolikos. Op 24 november 2013 maakte hij zijn eerste doelpunt voor Panathinaikos tegen PAS Giannina.

### KRC Genk
Op 12 januari 2016 tekende hij een contract bij KRC Genk. Hij tekende tot 2019. Karelis maakte zijn debuut als invaller in de thuismatch tegen Zulte Waregem op 15 januari 2016. Hij besliste de match door in de 87ste minuut de 2-1 te scoren met een omhaal. In zijn eerste seizoen scoorde Karelis tien competitietreffers. De laatste drie daarvan scoorde hij in een barragewedstrijd tegen Sporting Charleroi om het laatste Europese ticket, waardoor Genk de 2-0-nederlaag uit de heenwedstrijd uitwiste en zich zo alsnog plaatste voor de tweede voorronde van de Europa League.
Het seizoen erop maakte hij negen competitietreffers, met daarbij ook nog zeven bekerdoelpunten (na een vierklapper tegen Eendracht Aalst en een hattrick tegen Charleroi) en twee doelpunten in de groepsfase van de Europa League. Karelis scoorde die achttien doelpunten trouwens in een half seizoen, want in de laatste wedstrijd van het kalenderjaar 2016 scheurde hij de voorste kruisband van zijn linkerknie.
Karelis keerde pas in oktober 2017 terug bij Genk. Bij zijn wederoptreden tegen KV Kortrijk miste hij bij een 0-0-tussenstand een strafschop. Karelis scoorde dat seizoen nog vier keer voor Genk, maar werd nooit meer de oude na zijn kruisbandblessure. Genk dacht in de zomer van 2018 dan ook na over een mogelijke uitgaande transfer voor de Griek.

### PAOK Saloniki
Op 31 augustus 2018 werd Karelis door KRC Genk uitgeleend aan de Griekse club PAOK Saloniki. Zijn nog tot 2019 lopende contract werd eerst wel met een jaar verlengd, waardoor Karelis na afloop van zijn uitleenbeurt niet meteen transfervrij zou zijn. Een groot succes werd de uitleenbeurt niet: de aanvaller sukkelde dat seizoen met enkele kleine blessures, waardoor hij zich nooit echt kon terugknokken in de basis van een goeddraaiend PAOK, dat dat seizoen de Griekse dubbel won. In de beker droeg hij zijn steentje bij aan de eindzege met drie doelpunten, maar in de competitie wist hij in 134 minuten – verspreid over één basisplaats en vier invalbeurten – geen enkele keer. Op het einde van het seizoen besloot PAOK dan ook om de aankoopoptie niet te lichten.

### Brentford
Karelis ondertekende in augustus 2019 een contract voor één seizoen met optie bij de Engelse tweedeklasser Brentford FC. In zijn vierde wedstrijd, nota bene zijn eerste basisplaats, liep hij er tegen Millwall FC een zware knieblessure op.

## Clubstatistieken
| Seizoen | Club            | Competitie      | Competitie | Competitie | Beker | Beker | Supercup | Supercup | Europees | Europees | Totaal | Totaal |
| Seizoen | Club            | Competitie      | Wed.       | Dlp.       | Wed.  | Dlp.  | Wed.     | Dlp.     | Wed.     | Dlp.     | Wed.   | Dlp.   |
| ------- | --------------- | --------------- | ---------- | ---------- | ----- | ----- | -------- | -------- | -------- | -------- | ------ | ------ |
| 2007/08 | Ergotelis       | Alpha Ethniki   | 1          | 0          | 0     | 0     | —        | —        | —        | —        | 1      | 0      |
| 2008/09 | Ergotelis       | Alpha Ethniki   | 2          | 0          | 0     | 0     | —        | —        | —        | —        | 2      | 0      |
| 2009/10 | Ergotelis       | Alpha Ethniki   | 6          | 0          | 0     | 0     | —        | —        | —        | —        | 6      | 0      |
| 2010/11 | Ergotelis       | Alpha Ethniki   | 12         | 1          | 1     | 0     | —        | —        | —        | —        | 13     | 1      |
| 2011/12 | Ergotelis       | Alpha Ethniki   | 9          | 0          | 0     | 0     | —        | —        | —        | —        | 9      | 0      |
| 2012/13 | Amkar Perm      | Premjer-Liga    | 9          | 0          | 1     | 0     | —        | —        | —        | —        | 10     | 0      |
| 2013/14 | Panathinaikos   | Alpha Ethniki   | 32         | 5          | 9     | 3     | —        | —        | —        | —        | 41     | 8      |
| 2014/15 | Panathinaikos   | Alpha Ethniki   | 36         | 16         | 5     | 1     | —        | —        | 9        | 2        | 50     | 19     |
| 2015/16 | Panathinaikos   | Alpha Ethniki   | 15         | 8          | 3     | 0     | —        | —        | 4        | 1        | 22     | 9      |
| 2015/16 | KRC Genk        | Eerste klasse A | 18         | 10         | 2     | 1     | —        | —        | —        | —        | 20     | 11     |
| 2016/17 | KRC Genk        | Eerste klasse A | 18         | 9          | 3     | 7     | —        | —        | 11       | 2        | 32     | 18     |
| 2017/18 | KRC Genk        | Eerste klasse A | 20         | 4          | 2     | 0     | —        | —        | 0        | 0        | 22     | 4      |
| 2018/19 | KRC Genk        | Eerste klasse A | 0          | 0          | 0     | 0     | —        | —        | 1        | 0        | 1      | 0      |
| 2018/19 | → PAOK Saloniki | Alpha Ethniki   | 5          | 0          | 4     | 3     | —        | —        | 1        | 0        | 10     | 3      |
| 2019/20 | Brentford FC    | Championship    | 4          | 0          | 0     | 0     | —        | —        | —        | —        | 4      | 0      |
| TOTAAL  | TOTAAL          | TOTAAL          | 187        | 53         | 30    | 15    | 0        | 0        | 26       | 5        | 243    | 73     |

## Interlandcarrière
Op 11 oktober 2014 debuteerde Karelis voor Griekenland, in een EK-kwalificatiewedstrijd tegen Finland. Hij maakte het enige doelpunt aan Griekse zijde. De wedstrijd eindigde in een 1-1-gelijkspel.